# Медников, Дмитрий Юрьевич
Дми́трий Ю́рьевич Ме́дников (род. 2 апреля 1980 года, Москва) — российский журналист, продюсер телевидения и кино, общественный деятель и предприниматель.
Управляющий директор группы компаний «Русская медиагруппа» (с 2021 года), ранее — заместитель генерального директора ФГУП «Всероссийская государственная телевизионная и радиовещательная компания» (ВГТРК) (2009—2018) и председатель совета директоров АО «Цифровое телевидение» (2013—2018). Главный редактор: телеканала «Россия-24» (2006—2012), радиостанции «Вести ФМ» (2008—2012) и телеканала «Россия-2» (2010—2013).
В 2009 году входил в список лиц, включённых в «первую сотню» кадрового резерва Президента Российской Федерации (в 2010 году выбыл из списка в связи с назначением на новую должность).

## Биография
Дмитрий Медников родился 2 апреля 1980 года в Москве в журналистской семье.
В 2002 году окончил факультет журналистики (отделение международной журналистики) Московского государственного университета им. М. В. Ломоносова (МГУ).
Владеет английским, испанским, французским, итальянским, и немецким языками.

## Профессиональная деятельность
С 2000 по 2001 год работал на телеканале «Россия» в программе «Международная панорама». Начинал с должности редактора-корреспондента, затем стал шеф-редактором.
В 2001 году перешёл в Дирекцию информационных программ телеканала «Россия», где возглавлял отдел международной информации (по 2002 год), далее — отдел международной и региональной информации, с июля 2003 года — совмещал руководство указанным отделом с должностью заместителя директора (по 2006 год).
Весной 2006 года был назначен первым главным редактором создаваемого Российского информационного канала «Вести-24», который с 1 января 2010 года был переименован в круглосуточный информационный телеканал «Россия-24». Находился в должности по октябрь 2012 года.
В январе 2010 года дополнительно был назначен на должность главного редактора телеканала «Россия-2». Оставался на этом посту до апреля 2013 года.
С февраля 2008 года становится главным редактором информационной круглосуточной радиостанции «Вести ФМ» (начала вещание 5 февраля 2008 года).
С сентября 2009 по 31 августа 2018 года одновременно являлся заместителем генерального директора ВГТРК и возглавлял (в должности директора) Департамент развития цифровых технологий ВГТРК.
С 24 июня 2013 по 31 августа 2018 года входил в состав (до июня 2018 года также являлся председателем) Совета директоров АО «Цифровое Телевидение» (АО «ЦТВ») — дочерней компании холдинга ВГТРК и ПАО «Ростелеком», производящей и управляющей пакетом неэфирных цифровых телеканалов в России и за её пределами.
Занимал должность директора Дирекции главных продюсеров телеканала «Россия» (до июля 2015 года).
С 1 сентября 2018 года занимался венчурным бизнесом, являясь единственным владельцем и руководителем инвестиционного фонда — АО «Эквити-Алгоритм». В Фонде вёл деятельность по привлечению инвесторов в проекты, связанные с новыми экологическими технологиями, а также «поиск талантов» в различных сферах деятельности.
12 февраля 2021 года назначен управляющим директором группы компаний «Русская медиагруппа» (РМГ). На этом посту контролирует вопросы стратегии развития медиабизнеса и музыкальной индустрии, курирует коммерцию и маркетинг, а также запуск новых цифровых форматов и сервисов холдинга.

### Фильмография
Как продюсер принимал участие в создании следующих художественных фильмов и телевизионных сериалов:
- 2013 — Погружение (реж. Александр Богуславский)
- 2014 — Вычислитель (реж. Дмитрий Грачёв)
- 2015 — Другая жизнь Маргариты (реж. Анастасия Попова)
- 2015 — Апперкот для Гитлера (реж. Денис Нейманд)
- 2015 — Орден (реж. Алексей Быстрицкий)
- 2016—2018 — мультсериалы студии «Паровоз» для телеканала «Мульт» и проекта «Мульт в кино»: «Лео и Тиг», «Сказочный патруль», «СОБЕЗ», «Герои Энвелла», «Четверо в кубе»

## Общественная деятельность
Член попечительского совета Всероссийской общественной организации «Русское географическое общество» (ВОО «РГО»), член попечительского совета футбольного клуба «Спарта» (Щёлково, Московская область). Входил в состав общественного совета при Министерстве обороны Российской Федерации.

## Увлечения
Чтение книг, путешествия, различные виды спорта: шахматы (присвоен спортивный разряд), карате, самбо, горные лыжи, волейбол, стрелковый спорт.

## Награды
- Медаль ордена «За заслуги перед Отечеством» II степени (23 апреля 2008 года) — за информационное обеспечение и активную общественную деятельность по развитию гражданского общества в Российской Федерации[27].
- Медаль «За укрепление боевого содружества» (Министерство обороны России) (октябрь 2008 года) — за большой личный вклад в укрепление боевого содружества и содействие в решении задач, возложенных на Вооруженные Силы России[28].
- Орден Дружбы (5 мая 2011 года) — за большие заслуги в развитии отечественного телерадиовещания, культуры, печати и многолетнюю плодотворную деятельность[29].

## Премии
- Национальная премия «Медиа-менеджер России» (2011 год) в номинации «Электронные СМИ в категории „Телевидение“» — за вклад в развитие спортивного вещания[30].
- Лауреат международного конкурса деловой журналистики «PRESSЗВАНИЕ» (2011 год) в номинации «Уважение коллег»[31].
- Премия Союза журналистов Москвы (2011 год) — за активное освещение деятельности Министерства обороны РФ[32][33].